# Донкур сир Мез
Донкур сир Мез (фр. Doncourt-sur-Meuse) насеље је и општина у североисточној Француској у региону Шампањ-Арден, у департману Горња Марна која припада префектури Шомон.
По подацима из 2011. године у општини је живело 50 становника, а густина насељености је износила 8,43 становника/km². Општина се простире на површини од 5,93 km². Налази се на средњој надморској висини од 322 метара.

## Демографија
| 1962. | 1968. | 1975. | 1982. | 1990. | 1999. | 2011. |
| ----- | ----- | ----- | ----- | ----- | ----- | ----- |
| 114   | 90    | 68    | 50    | 45    | 44    | 50    |

График промене броја становника у току последњих година